# 大阪市立義務教育学校生野未来学園
大阪市立義務教育学校生野未来学園（おおさかしりつぎむきょういくがっこう いくのみらいがくえん）は、大阪府大阪市生野区にある公立義務教育学校。
本項では、前身校についてもまとめて記述する。

## 概要
従来の大阪市立生野中学校、大阪市立生野小学校、大阪市立舎利寺小学校、大阪市立林寺小学校、大阪市立西生野小学校を統合再編する形で、2022年4月に大阪市立としては最初の義務教育学校として開校した。校地は、隣接していた従来の大阪市立生野中学校および大阪市立西生野小学校の校地をつなげて使用する。
9年間を3期に分け、小学校5年段階から一部教科担任制、6年では50分授業を導入するなどする。学校独自教科「IKUNO未来科」を設定し、地域の物づくりや商業などと連携した学習活動をおこなうことにしている。
校歌は、従来の生野中学校のものを、校名を置き換えて使用することになった。

## 沿革

### 前身の小学校
校区内の地域には、大阪市立生野小学校、大阪市立林寺小学校、大阪市立西生野小学校、大阪市立舎利寺小学校の4校が設置されていた。
大阪市立生野小学校（おおさかしりついくのしょうがっこう）は1877年創立。明治時代初期の学制発布により舎利寺境内に設置された第五大区一小区六番小学校（舎利寺小学校、のち生野尋常小学校）を起源としている。
大阪市立林寺小学校（おおさかしりつはやしでらしょうがっこう）は1934年創立。生野小学校（当時、生野尋常小学校）から分離する形で大阪市生野第三尋常小学校の名称で開校し、林寺国民学校の名称を経て林寺小学校となった。
大阪市立舎利寺小学校（おおさかしりつしゃりじしょうがっこう）は1951年創立。大阪市立生野小学校より分離開校した。 
大阪市立西生野小学校（おおさかしりつにしいくのしょうがっこう）は1956年創立。1954年に設置された大阪市立勝山小学校分校をルーツとし、2年後の1956年に勝山・林寺両校の校区を再編する形で独立開校した。

### 生野中学校
大阪市立生野中学校（おおさかしりつ いくの ちゅうがっこう）は、学制改革と同時の1947年創立。大阪市立生野第三中学校として、大阪市立東桃谷小学校の校舎を使用して開校した。当初は男子校だったが、翌1948年に女子校の大阪市立生野第二中学校（のち大阪市立勝山中学校）と生徒交換および校区再編をおこない、男女共学となった。1949年には大阪市立田島中学校を分離した。

### 生野未来学園
大阪市学校適正配置審議会は2010年2月、「今後の学校配置の適正化の進め方について（答申）」を出した。答申によると、小規模校では単学級が固定化することにより児童間の人間関係が固定化する状況が生まれること、また教員の配置が少なくなり同学年の教員での指導方法の打ち合わせなどができなくなったり一人で複数の校務を分担することになるなどの負担が出るなど、デメリットがあるとして、一定の規模を下回る状況が続くと見込まれる学校については、近隣校との統廃合も含めた再編を検討するとした。統廃合対象校の選定については、児童数・学級数・将来的な児童数の推移予測などの複数の基準を示し、基準ごとに優先順位を付けて着手するとした。
この状況を受けて、生野区役所は2016年、生野区西部地域学校再編整備計画」を打ち出した。生野区では他の区以上に児童数の減少と小規模校化が進んでいることを受けて、他の区に先駆けて具体的な学校名を挙げて再編構想を具体化したものとなった。生野区のうち区西部地域において、小規模校化している地域の小学校と中学校を再編して、各小学校と中学校を「一小一中」で対応させる形で小中連携教育を実施する構想を策定した。このことに伴い、中学校区を単位とした学校再編が持ち上がった。
生野中学校区についても、児童数が減少していたことで統廃合の方向が検討された。地域との協議の結果、生野中学校と同中学校区内の生野小学校・西生野小学校・林寺小学校・舎利寺小学校の4小学校の計5校を統合して義務教育学校を設置する形での再編方針が打ち出された。
義務教育学校は「大阪市立義務教育学校生野未来学園」の名称となり、2022年度に開校した。

### 年表
- 2021年2月25日 - 大阪市条例の改正により、大阪市立義務教育学校生野未来学園の設置が正式に決定。
- 2022年4月1日 - 大阪市立義務教育学校生野未来学園が開校。

## 通学区域
- 大阪市生野区 生野東1・2・4丁目、生野西3丁目、舎利寺1丁目、林寺1・2丁目の全域。
- 大阪市生野区 生野東3丁目、勝山南2 - 4丁目、生野西4丁目、舎利寺2・3丁目、田島1・2丁目、林寺3・4丁目のそれぞれ一部。

## 交通
- JR大阪環状線 寺田町駅 北東約800m。

## 主な出身者
- 江口凛 - 柔道家（生野中学校）
- 上條暢嵩 - 競艇選手（生野中学校）

## 著名な教職員・関係者
- 梅田隆司 - 音楽指導者（元生野中学校教員）